# St. Agritius (Udelfangen)
Koordinaten: 49° 46′ 37,5″ N, 6° 32′ 47,5″ O
Die Kirche St. Agritius ist die römisch-katholische Filialkirche des Ortsteils Udelfangen der Ortsgemeinde Trierweiler im Landkreis Trier-Saarburg (Rheinland-Pfalz). 

## Geschichte

### Kirchengebäude
Eine Kirche in Udelfangen wurde im Jahr 1227 das erste Mal urkundlich erwähnt. Die alte Udelfangener Kirche wurde 1885 abgerissen. An ihrer Stelle wurde 1886 eine einschiffige neogotische Kirche mit dreiseitig geschlossenem Chor und Dachreiter nach Plänen des Architekten Reinhold Wirtz errichtet. Im Zweiten Weltkrieg wurde die Kirche recht stark durch Artilleriebeschuss beschädigt. Diese Schäden konnten erst 1954/1955 beseitigt werden. Außerdem erhielt das Gotteshaus 1955 eine Sakristei.

### Pfarre
Seit mindestens 1330 war Udelfangen eigenständige Pfarrgemeinde. Diese wurde jedoch am 9. Mai 1803 aufgelöst. Seitdem ist Udelfangen eine Filialgemeinde der Pfarre St. Dionysius in Trierweiler.

## Ausstattung
In der Kirche befindet sich ein neogotischer Hochaltar mit Figuren des hl. Agritius von Trier (Patron der Kirche) und des hl. Donatus (seit 1840 Nebenpatron), sowie zwei neogotische Nebenaltäre mit jeweils einer Figur des Herz Mariens und des Herz Jesu.